# 巴黎第二区
巴黎第二区是法国首都巴黎市的20个区之一。
第二区位于塞纳河的右岸，以巴黎歌剧院为中心的地区，和第八区、第九区一起构成巴黎主要的商业区，是全市商业活动最密集之处。该区包括前巴黎证券交易所和许多银行总部。
第二区还拥有巴黎所有幸存的19世纪玻璃拱廊街。

## 地理

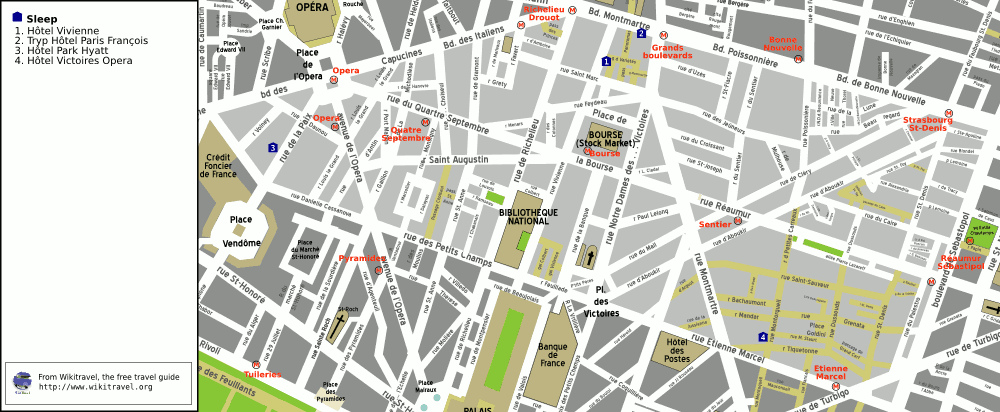
巴黎第二区地图

该区是巴黎面积最小的区，面积仅有0.99km²。

## 人口
第二区在1861年以前达到人口峰值。1999年，人口为19,585人，而提供的工作岗位为61,672个–密度达到62,695 个/每平方公里，居各区之首。

### 历史上的人口
| 年份   | 人口   | 密度 （人/km²） |
| ------ | ------ | --------------- |
| 1861年 | 81,609 | 82,267          |
| 1872年 | 73,578 | 74,321          |
| 1954年 | 41,780 | 44,300          |
| 1962年 | 40,864 | 41,194          |
| 1968年 | 35,357 | 35,642          |
| 1975年 | 26,328 | 26,540          |
| 1982年 | 21,203 | 21,374          |
| 1990年 | 20,738 | 20,905          |
| 1999年 | 19,585 | 19,743          |
| 2005年 | 20,700 | 20,867          |

## 市容

### 名胜
- 巴黎证券交易所旧总部
- 法国国家图书馆（Bibliothèque nationale de France）黎塞留街旧馆(site Richelieu) （历史古迹）
- 全景廊街（Passage des Panoramas）
- 和平咖啡馆（Café de la Paix）

### 街道和广场
- 交易所广场（Place de la Bourse）
- 嘉布遣大道（Boulevard des Capucines）
- 嘉布遣街（Rue des Capucines）
- 蒙马特市郊街（Rue du Faubourg-Montmartre）
- 意大利大道 （Boulevard des Italiens）
- 蒙马特大道（Boulevard Montmartre）
- 蒙马特街 （Rue Montmartre）
- 歌剧院大街 （部分）
- 和平街（Rue de la Paix）
- 黎塞留街（Rue de Richelieu）（部分）
- 塞瓦斯托波尔大道 （Boulevard Sébastopol）
- 胜利广场（Place des Victoires，部分）